# Сан-Костанцо
Сан-Костанцо (італ. San Costanzo) — муніципалітет в Італії, у регіоні Марке,  провінція Пезаро і Урбіно.
Сан-Костанцо розташований на відстані близько 220 км на північ від Рима, 40 км на північний захід від Анкони, 22 км на південний схід від Пезаро, 36 км на схід від Урбіно.
Населення — 4856 осіб (2014).
Щорічний фестиваль відбувається 15 січня. Покровитель — San Costanzo.

## Демографія
Населення за роками:

Станом на 1 січня 2023 року в муніципалітеті офіційно проживали 273 іноземці з 37 країн, серед них 79 громадян країн Євросоюзу та 15 громадян України.

## Сусідні муніципалітети
- Фано
- Мондольфо
- Монте-Порціо
- Монтерадо
- П'ядже
- Сан-Джорджо-ді-Пезаро